# Bob Melcher
Bob Melcher (* 9. Dezember 1994 in Luxemburg (Stadt)) ist ein ehemaliger luxemburgischer Basketballspieler.

## Werdegang
Melcher gelang beim BBC Amicale Steinsel der Sprung vom Nachwuchs in den Herrenbereich. In der Saison 2019/20 spielte er nicht und weilte im Rahmen seines Studiums in Berlin. Er schloss sich anschließend Racing Luxemburg an. 2021 kehrte er zum BBC Amicale zurück.
Mit Steinsel gewann er insgesamt fünfmal die luxemburgische Meisterschaft und dreimal den Pokalwettbewerb. Im April 2025 gab Melcher gab das Ende seiner Spielerlaufbahn bekannt. Melcher war luxemburgischer Jugend- und Herrennationalspieler.